# Nguyễn Hà
Nguyễn Hà (sinh 1975) là một nhạc sĩ sáng tác, hòa âm & đạo diễn các chương trình giải trí người Việt Nam. Anh cũng là tác giả của nhạc phẩm "Nhé anh", một trong những ca khúc đầu tiên đánh dấu sự nghiệp ca hát chuyên nghiệp của nữ ca sĩ Mỹ Tâm và là đối tượng trong một nghi vấn về đạo nhạc do BBC Việt ngữ đưa ra. Nghi vấn này về sau đã được đính chính lại do không có cơ sở.

## Thân thế sự nghiệp
Anh tên thật là Nguyễn Việt Hà, sinh năm 1975
Nguyễn Hà là chuyên gia nhiều kinh nghiệm trong ngành giải trí Việt Nam. Anh từng trải qua nhiều vị trí chuyên môn như nhạc sĩ sáng tác, nhạc sĩ hoà âm, giám đốc âm nhạc, sản xuất âm nhạc, đạo diễn chương trình truyền hình, sản xuất chương trình truyền hình & tạo kế hoạch quảng bá các ngôi sao ca nhạc.
Bắt đầu sự nghiệp âm nhạc từ những năm 90s, anh đặc biệt thường hay tuyển chọn & tạo dấu ấn thành công cùng những tài năng mới như:
Mỹ Linh: Trên đỉnh Phù Vân, Thì thầm mùa Xuân (1996)
Thu Phương: Unbreak my heart, Có phải em mùa Thu Hà Nội (1997)
Quang Linh: Chị tôi, Hà Nội năm 2000 (1998)
Mỹ Tâm: Nhé anh, Yêu dại khờ (1998)
Nguyên Vũ: Tình quay gót, Trái tim nhiều ngăn (1998)
Nhóm Quả Dưa Hấu gổm Bằng Kiều, Tuấn Hưng, Anh Tú: Mưa, Hè Muộn (1998)
Qua các chương trình TV & live concert anh dàn dựng, những tập đoàn lớn đã quảng bá thương hiệu thành công gồm có Rohto Mentholitum, Pepsico, Mobiphone, Masan, Unilever, Hoa Sen Group, Bia Sài Gòn.
Nguyễn Hà lập ra Nguyễn Production vào năm 2006 & đánh dấu sự xuất hiện khi tạo ra trào lưu teenpop tại Việt Nam với hàng loạt dự án thành công: lăng-xê thần tượng Lương Bích Hữu – Cô gái Trung Hoa, gameshow TV Thế giới vui nhộn – HTV7, live concert cho teen Ngũ Long Công Chúa tại nhà hát thành phố.
Nguyễn Production tập trung tạo ra các dự án quy mô cả nước phục vụ khán giả yêu nhạc & giúp các nhà tài trợ đạt được các mục tiêu xây dựng thương hiệu trong thị trường Việt Nam.
Anh cùng vợ là ca sĩ Minh Trang còn đóng góp khả năng của mình cho các dự án vì cộng đồng cùng ca đoàn thiếu nhi Seraphim nhà thờ Mạc Ty Nho, Quỹ từ thiện của Cafe Regina & tham gia các buổi diễn thuyết chia sẻ kinh nghiệm định hướng sự nghiệp với các bạn trẻ mới bắt đầu đi làm.
Các thành công tiêu biểu
- Nhạc sĩ đoạt giải VTV Bài hát tôi yêu – ca khúc Nhé Anh cùng Mỹ Tâm
- Nhà sản xuất giải Đĩa hát vàng – album Unbreak my heart cùng Thu Phương
- Tổng đạo diễn chương trình TV có rating dẫn đầu 2013-2014 – Gương mặt thân quen mùa 1 & 2 (tạp chí Forbes VN)
- Nhà tổ chức concert lập kỷ lục Guiness Việt Nam 2016 – iConcert với 30 ngàn khán giả

## Một số tác phẩm tiêu biểu

### Sáng tác
- Nhé anh (1997)
- Bước chân lẻ loi (cùng Quang Huy, 1997)
- Hãy nghĩ cho tương lai ngay từ hôm nay (2014, trong tập đặc biệt của Gương mặt thân quen năm đó dành cho các nghệ sĩ đã đồng hành cùng Gương mặt thân quen)
- Cười lên đi (2012, tặng riêng cho MC Thanh Bạch hát)
- Mãi là chính mình (2012, tặng riêng cho ca sĩ Thanh Thảo khi cô gặp sự cố với chuyện kinh doanh công ty)
- Quê bác Ba Phi (2013, tặng riêng cho ca sĩ Kyo York)
- Đẹp xinh mãi mãi (2012, viết tặng cháu gái Nguyễn Phạm Tuệ Lâm chào đời, vợ anh là ca sĩ Minh Trang hát)

### Hòa âm
- Cho em một ngày (Dương Thụ/Hồng Nhung hát)
- Trên đỉnh Phù Vân (Phó Đức Phương/Mỹ Linh hát)
- Thì thầm mùa Xuân (Ngọc Châu/Mỹ Linh hát).

### Chương trình TV
- Giai điệu tình yêu (HTV)
- Nốt nhạc vui (HTV)
- Nhóm ca & bạn trẻ (HTV)
- Thế giới vui nhộn (HTV)
- Gương mặt thân quen (VTV)
- Vui ơi là vui (THVL)
- Sao là sao (THVL)